# Thomas Rotherham
Thomas Rotherham (urodzony jako Thomas Scot) (24 sierpnia 1423, Rotherham, Yorkshire – 29 maja 1500, Cawood, Yorkshire) – angielski duchowny i polityk, pełniący m.in. rolę arcybiskupa Yorku i Lorda Kanclerza Anglii.

## Życiorys
Thomas Rotherham urodził się w Rotherham, w Yorkshire. Swoją edukację zdobywał w King's College na Uniwersytecie Cambridge, gdzie uzyskał tytuł bakałarza. 7 lipca 1480 roku został wybrany na Arcybiskupa Yorku, pełniąc tę funkcję aż do swojej śmierci w 1500 roku. W trakcie swojej kariery pełnił również inne ważne funkcje państwowe, w tym Lorda Kanclerza za panowania Edwarda IV i Ryszarda III. Jego polityczny wpływ zmieniał się w zależności od aktualnej sytuacji politycznej i różnych przewrotów władzy w tym okresie. Zmarł w 29 maja 1500 roku w Cawood w Yorkshire.